# Schizonobia viticola
Schizonobia viticola är en spindeldjursart som beskrevs av Meyer 1987. Schizonobia viticola ingår i släktet Schizonobia och familjen Tetranychidae. Inga underarter finns listade i Catalogue of Life.